# Zdenko Verdenik
Zdenko Verdenik (* 2. Mai 1949 in Ptuj, SFR Jugoslawien) ist ein slowenischer Fußballtrainer. Er ist derzeit ohne Verein.

## Karriere als Trainer
Verdenik begann seine Trainerkarriere in seiner slowenischen Heimat beim jugoslawischen Erstliga-Absteiger NK Olimpija Ljubljana. Doch auch der damals 35-Jährige konnte den zweiten Abstieg des Vereins in Folge nicht verhindern. Nach einem Fehlstart auch in der dritten Liga wurde Verdenik 1985 entlassen.
Nach der slowenischen Unabhängigkeit von Jugoslawien und dem UEFA-Beitritt des nationalen Fußballverbandes übernahm Verdenik das Traineramt bei der U-21-Nationalmannschaft und leitete diese ein Jahr lang. Im Juli 1994 wurde er dann Cheftrainer des A-Nationalteams. Am 7. September erreichte er in seinem Debütspiel ein 1:1 zum Auftakt der EM-Qualifikation gegen Italien. Am Ende der Gruppenphase belegte Slowenien den fünften Rang und konnte damit nur das punktlose Estland hinter sich lassen. Außer gegen die Esten gelang auch noch ein 3:2-Sieg nach 0:2-Rückstand gegen die Ukraine. Zwölf Punkte trennten Verdeniks Team nach insgesamt zehn Spielen vom zweiten Platz in der Staffel, der zur Endrundenteilnahme berechtigt hätte. In der nun folgenden Zeit bis zum Start der WM-Qualifikation blieb die Nationalelf immerhin in fünf Freundschaftspartien viermal ungeschlagen. Mit dem 7:1 über Island gelang in dieser Phase auch der höchste Sieg in Verdeniks Amtszeit. Der Start in die WM-Ausscheidung verlief dennoch enttäuschend: in den ersten drei Spielen konnte nur ein einziger Punkt errungen werden. Nach dem 0:4 gegen Dänemark am 30. April 1997 wurde Zdenko Verdenik entlassen.
Im Mai 1998 wurde Zdenko Verdenik zum neuen Trainer von FK Austria Wien bestimmt. Am 2. April 1999 wurde von Präsident Rudolf Streicher bekannt gegeben, dass man sich auf die einvernehmliche Vertragsauflösung mit Trainer Zdenko Verdenik geeinigt habe. Das Training sollte bis Saisonende Sportdirektor Friedrich Koncilia und Robert Sara leiten. Ab Juni 1999 sollte der neue Cheftrainer Herbert Prohaska heißen. Als Grund für die Vertragsauflösung wurde einerseits die aktuelle sportliche Situation sowie schwerwiegende gesundheitliche Probleme von Verdenik genannt. Der Slowene war mit der Austria bereits in der ersten Runde des ÖFB-Cups ausgeschieden und hatte in 25 Bundesligaspielen lediglich neun Siege erreicht, was nicht zum Anschluss an die Tabellenspitze gereicht hatte. Auch der Auftritt im UI-Cup war bereits in der ersten Runde gegen den polnischen Vertreter Ruch Chorzów beendet gewesen.
Im Jahr 2000 zog es Verdenik nach Japan, wo er beim Erstligisten JEF United unterschrieb. Sein größter Erfolg in drei Spielzeiten war hierbei die Vizemeisterschaft mit dem Klub im ersten Halbjahr 2001. Anfang 2002 löste Verdenik den Japaner Tetsurō Miura als Trainer von Nagoya Grampus Eight ab. Nach einem sechsten und einem siebten Platz in der J-League wechselte der Slowene zu Vegalta Sendai. Dort musste er den Abstieg aus der J-League hinnehmen. Nachdem der direkte Wiederaufstieg misslang, verließ Verdenik den Verein.
Am 1. Juli 2010 übernahm Verdenik nach mehrjähriger Auszeit den Zweitligisten Interblock Ljubljana in seiner slowenischen Heimat. Er führte Interblock zum zweiten Platz in der Druga Liga. In der Aufstiegsrelegation scheiterte man dann allerdings. Im Pokalwettbewerb erreichte der Verein überraschend das Halbfinale. Trotz dieser Erfolge verließ Verdenik im Juni 2011 Interblock.